# Lindoï
Lindoï est un village de la région du Centre du Cameroun. Lindoï est localisé dans l'arrondissement (commune) de Bondjock, département du Nyong-et-Kéllé.

## Histoire
À sa création en 1941, le village était appelé « Mambine » qui signifie « l’arbre qui porte des fruits » en langue Bassa. Cette dénomination fut alors donnée par le général Reli, chef de division à l’époque coloniale. À la suite des découpages administratifs et du processus de décentralisation, Mambine dont une partie était rattachée à la Chefferie de Bondjock et une autre à celle de Matomb a été administrativement localisé au sein de la commune de Bondjock et renommé Lindoï. De 1941 jusqu’en 2009, le village a connu quatre chefs issue d’une famille régnante. En 2009, le chef de ce village était André Libam.

## Population et société
Lindoï comptait 1973 habitants lors du dernier recensement de 2005. La population est constituée pour l’essentiel de Bassa. La population serait composée à 85 % de jeunes. Sur le plan scolaire, le village dispose d’une école publique à cycle complet, d’un collège privé d’enseignement général et d’un collège d’enseignement secondaire (CES). Toutefois, le taux de scolarisation est encore bas. Sur le plan religieux, le village dispose d’une paroisse de l’Église catholique, d’une paroisse de l’Église presbytérienne camerounaise (EPC) et de nombreuses églises dites réveillées. Les habitations sont construites en adobe à base des bambous secs et de terre cuite. Le village dispose des forages créés à certains endroits.